# Philoganga vetusta
Philoganga vetusta är en trollsländeart som beskrevs av Friedrich Ris 1912. Philoganga vetusta ingår i släktet Philoganga och familjen Lestoideidae. IUCN kategoriserar arten globalt som livskraftig. Inga underarter finns listade i Catalogue of Life.